# Salluca deflectans
Salluca deflectans är en fjärilsart som beskrevs av William Schaus 1939. Salluca deflectans ingår i släktet Salluca och familjen tandspinnare. Inga underarter finns listade.